# 1 grosz (1810–1811)
1 grosz (1810–1811) – miedziana moneta groszowa bita dla Prus Wschodnich i Prus Zachodnich w latach 1810 i 1811, za panowania Fryderyka Wilhelma III.

## Awers
W centralnej części umieszczono ukoronowaną owalną tarczę z orłem pruskim, otoczoną wieńcem dębowym.

## Rewers
Na tej stronie umieszczono cyfrę 1, pod nią napis „GROSCHEN”, poniżej „PREUSS:”, pod nim rok 1810 albo 1811, na samym dole znak mennicy – literka A, u góry, w półkolu napis: „NEUNZIG EINEN REICHS THALER”.

## Opis
Moneta była bita w mennicy w Berlinie, w miedzi, na krążku o średnicy 23 mm i masie 4,95 grama, z rantem ozdobnym. Stopień rzadkości poszczególnych roczników przedstawiono w tabeli:
| Nominał | Rok  | Stopień rzadkości | Liczba egzemplarzy | Liczba odmian | Zdjęcie |
| ------- | ---- | ----------------- | ------------------ | ------------- | ------- |
| 1 grosz | 1810 | R4                | 121–600            | 6             |         |
| 1 grosz | 1811 | R4                | 121–600            | 3             |         |

Była to jedyna moneta groszowa wybita w miedzi dla Prus Wschodnich i Zachodnich. Za panowania Fryderyka II i Fryderyka Wilhelma II bito jedynie monety groszowe w bilonie.